# Kunmadaras
Kunmadaras je vas na Madžarskem, ki upravno spada pod podregijo Karcagi Županije Jász-Nagykun-Szolnok.